# Georges Péclet
Prosper Désiré Péclet dit Georges Péclet, né le 27 juillet 1897 à La Brillanne (Alpes-de-Haute-Provence) et mort le 11 janvier 1974 à Marseille (Bouches-du-Rhône), est un acteur, réalisateur et scénariste français.

## Biographie
Prosper Désiré Péclet est né le 27 juillet 1897 à La Brillanne (Alpes-de-Haute-Provence).
Entre 1919 et 1957, Georges Péclet joue dans quatre-vingt-quinze films (dont plusieurs courts métrages). Il devient assistant-réalisateur en 1927, puis passe à la réalisation en 1928.
Réalisateur de dix films au total, le dernier en 1960. Il est également scénariste de cinq d'entre eux et producteur d'un.
Il est parfois crédité simplement de son nom, quelquefois orthographié sans accent : « Peclet ».
Il est président de l'Aéro-club de Neuilly-sur-Seine et du cinéma, réunis en 1950.
Il meurt le 11 janvier 1974  à Marseille (Bouches-du-Rhône).

## Filmographie

### Acteur

#### Années 1910
- 1919 : Âmes corses de Paul Barlatier et Gaston Mouru de Lacotte (court métrage)

#### Années 1920
- 1924 : L'Aventureuse de Paul Barlatier
- 1924 : Dans les mansardes de Paris, de Mario Guaita. Scénario : Renée Deliot
- 1926 : L'Homme à l'Hispano de Julien Duvivier
- 1927 : Pardonnée de Jean Cassagne (+ assistant-réalisateur)
- 1927 : L'Agonie de Jérusalem de Julien Duvivier
- 1928 : Le Martyre de Sainte-Maxence de E.B. Donatien
- 1928 : Un rayon de soleil ou L'Effet d'un rayon de soleil sur Paris (+ coréalisation, avec Jean Gourguet)
- 1929 : Le Mystère de la villa rose de Louis Mercanton et René Hervil
- 1929 : Sainte-Hélène (Napoleon auf St. Helena) de Lupu Pick
- 1929 : Amour et Carrefour (+ réalisateur)

#### Années 1930
- 1931 : L'Ensorcellement de Séville de Benito Perojo
- 1931 : Pour la voir de près de Lucien Mayrargue (court métrage)
- 1931 : La Berceuse magique de Marcel Bothier et Noël Renard
- 1931 : L'Inconstante ou Je sors et tu restes là de Hans Behrendt et André Rigaud
- 1931 : La Zone de la mort (Niemandsland) de Victor Trivas et George Shdanoff
- 1931 : Un monsieur qui suit les femmes de Lucien Mayrargue (court métrage)
- 1931 : Les Monts en flammes de Luis Trenker et Joe Hamman
- 1931 : Les Cinq Gentlemen maudits de Julien Duvivier
- 1931 : Le Train des suicidés d'Edmond T. Gréville
- 1932 : Le Champion du régiment de Henry Wulschleger
- 1932 : L'Amour en vitesse de Johannes Guter et Claude Heymann
- 1932 : Violettes impériales de Henri Roussell
- 1932 : En vadrouille de Lucien Mayrargue (court métrage)
- 1932 : L'Affaire de la rue Mouffetard de Pierre Weill
- 1933 : Le Coq du régiment de Maurice Cammage
- 1933 : Mimosa bar de Jacques de Casembroot (court métrage)
- 1933 : La Nuit des dupes de Pierre Weill et Maurice Labro
- 1933 : Le Pardon de Jacques de Rameroy (court métrage)
- 1933 : Les Bleus du ciel de Henri Decoin
- 1933 : L'Indésirable d'Émile de Ruelle
- 1933 : Les Vingt-huit Jours de Clairette d'André Hugon : Gibard
- 1933 : La Dernière Nuit de Jacques de Casembroot
- 1933 : Jacqueline fait du cinéma de Jacques Deyrmon (court métrage)
- 1934 : Les Bleus de la marine de Maurice Cammage
- 1934 : Le Billet de mille de Marc Didier
- 1934 : Les Hommes de la côte d'André Pellenc
- 1934 : Un bout d'essai de Walter Kapps et Émile-Georges De Meyst (court métrage)
- 1934 : J'épouserai mon mari de Maurice Labro et Pierre Weill (court métrage)
- 1934 : Nous marions Solange de Lucien Mayrargue (court métrage)
- 1934 : Six trente cinq de Pierre de Rameroy (court métrage)
- 1934 : Une nuit de folies de Maurice Cammage
- 1935 : Princesse Tam Tam d'Edmond T. Gréville
- 1935 : La Coqueluche de ces dames de Gabriel Rosca
- 1935 : Un soir de bombe de Maurice Cammage
- 1935 : Le Grand Pari de Maurice Chalon (court métrage)
- 1935 : Une nuit de noces de Georges Monca et Maurice Kéroul
- 1935 : Golgotha de Julien Duvivier
- 1936 : Trois jours de perm' de Georges Monca et Maurice Kéroul
- 1936 : 27, rue de la Paix de Richard Pottier
- 1936 : La Peur ou Vertige d'un soir de Victor Tourjansky
- 1936 : Les Demi-vierges de Pierre Caron
- 1936 : Trois dans un moulin de Pierre Weill
- 1936 : Le Roi de Pierre Colombier
- 1936 : La Tentation de Pierre Caron
- 1936 : Tout va très bien madame la marquise de Henry Wulschleger
- 1936 : La Madone de l'Atlantique de Pierre Weill
- 1937 : Pépé le Moko de Julien Duvivier
- 1937 : Neuf de trèfle de Lucien Mayrargue
- 1937 : Les Hommes sans nom de Jean Vallée
- 1937 : L'Escadrille de la chance de Max de Vaucorbeil
- 1937 : Un soir à Marseille de Maurice de Canonge
- 1937 : La Grande Illusion de Jean Renoir
- 1937 : Salonique, nid d'espions ou Mademoiselle docteur de Georg Wilhelm Pabst
- 1938 : La Bête humaine de Jean Renoir (non crédité)
- 1938 : Paix sur le Rhin de Jean Choux
- 1938 : Le Héros de la Marne d'André Hugon : Jules Védrines
- 1938 : Chéri-Bibi de Léon Mathot : Duroc
- 1938 : La Marseillaise de Jean Renoir
- 1939 : Le Dernier Tournant de Pierre Chenal
- 1939 : Sur le plancher des vaches de Pierre-Jean Ducis
- 1939 : Yamilé sous les cèdres de Charles d'Espinay

#### Années 1940
- 1940 : L'Or du Cristobal de Jean Stelli et Jacques Becker
- 1940 : Une idée à l'eau ou L'Irrésistible Rebelle de Jean-Paul Le Chanois
- 1940 : Narcisse d'Ayres d'Aguiar
- 1941 : Le Club des soupirants de Maurice Gleize
- 1941 : Chefs de demain de René Clément
- 1941 : Ceux du ciel d'Yvan Noé
- 1942 : Forte Tête de Léon Mathot
- 1942 : Mariage d'amour d'Henri Decoin
- 1942 : Le Grand Combat de Bernard-Roland
- 1942 : Mélodie pour toi de Willy Rozier
- 1942 : Haut-le-Vent de Jacques de Baroncelli
- 1943 : Adrien de Fernandel
- 1943 : Le Brigand gentilhomme d'Émile Couzinet
- 1943 : L'Homme sans nom de Léon Mathot
- 1943 : Le Soleil de minuit de Bernard-Roland
- 1943 : Feu Nicolas de Jacques Houssin
- 1943 : Le Mistral de Jacques Houssin : l'inspecteur général
- 1943 : Mahlia la métisse de Walter Kapps
- 1944 : Le Bal des passants de Guillaume Radot (+ conseiller technique)
- 1945 : Le Père Goriot de Robert Vernay
- 1947 : Chemins sans lois de Guillaume Radot (+ assistant-réalisateur)
- 1947 : La Kermesse rouge de Paul Mesnier (+ assistant-réalisateur)

#### Années 1950
- 1951 : Casabianca (+ réalisateur)
- 1957 : Du sang sous le chapiteau (+ réalisateur)

### Réalisateur
- 1928 : Un rayon de soleil ou L'Effet d'un rayon de soleil sur Paris, avec Mona Goya (coréalisateur : Jean Gourguet)
- 1929 : Amour et Carrefour, avec Georges Péclet (+ scénariste et producteur)
- 1948 : La Grande Volière, avec Albert Préjean, André Le Gall, Line Noro
- 1950 : Le Grand cirque, avec Pierre Larquey, Édouard Delmont (+ scénariste)
- 1951 : Casabianca, avec Pierre Dudan, Gérard Landry, Alain Terrane, Jean Vilar, Georges Péclet (+ scénariste)
- 1952 : Les Révoltés du Danaé, avec Jean Lara, Alain Terrane
- 1954 : Tabor, avec Armand Mestral, Pierre Larquey, Thomy Bourdelle, Alain Terrane (+ histoire adaptée)
- 1957 : Du sang sous le chapiteau, avec Achille Zavatta, Ginette Leclerc, Georges Péclet
- 1958 : Les Gaîtés de l'escadrille, avec Raymond Bussières, Annette Poivre, Pauline Carton, Jean Tissier (+ scénariste)
- 1960 : L'espionne sera à Nouméa, avec Anouk Ferjac, Antoine Balpêtré, Cécile Aubry (+ scénariste)